# Spatuloricaria puganensis
Spatuloricaria puganensis är en fiskart som först beskrevs av Pearson, 1937.  Spatuloricaria puganensis ingår i släktet Spatuloricaria och familjen Loricariidae. Inga underarter finns listade i Catalogue of Life.